# Nila Ann Håkedal
Nila Ann Håkedal (* 13. Juni 1979 in Kristiansand) ist eine ehemalige norwegische Beachvolleyball-Spielerin.

## Karriere
Håkedal begann im Alter von 13 Jahren mit dem Volleyball beim Hånes VBK und zog 1999 wegen ihres Sprachstudiums nach Oslo, wo sie für den Koll VC aktiv war. Parallel startete sie 1995 ihre Karriere beim Beachvolleyball. Ihre erste Partnerin war Lise Roald Hansen, mit der sie 2000 und 2001 bei Challenger-Turnieren in Xylokastro, beim Grand Slam in Marseille sowie bei den Esphino Open internationale Erfahrungen sammelte. Im folgenden Jahr absolvierte Håkedal in Madrid ihr erstes gemeinsames Turnier mit ihrer langjährigen Partnerin Ingrid Tørlen. 2003 erreichte das Duo den neunten Platz bei der Europameisterschaft in Alanya und den 17. Rang bei der Weltmeisterschaft in Rio de Janeiro. Ein Jahr später beendeten Håkedal/Tørlen das kontinentale Turnier in Timmendorfer Strand auf Platz 19. Das gleiche Resultat gab es bei den Olympischen Spielen 2004 in Athen. Die zweite WM-Teilnahme endete 2005 in Berlin wieder auf dem 17. Rang. 2006 erreichten die beiden Norwegerinnen bei zwölf internationalen Turnieren in Serie Top-Ten-Platzierungen. Zu Beginn des folgenden Jahres gelang ihnen in Shanghai erstmals der Einzug in ein Endspiel; sie unterlagen den Chinesinnen Jia Tian / Jie Wang erst im Tiebreak mit 13:15. Nach Platz 17 bei der Weltmeisterschaft in Gstaad feierten sie kurz darauf bei der Europameisterschaft in Valencia als Dritte ihren bis dahin größten Erfolg. Das nächste kontinentale Turnier verlief noch besser. 2008 in Hamburg verloren Håkedal/Tørlen das Finale gegen das deutsche Duo Sara Goller / Laura Ludwig, nachdem sie zuvor im Halbfinale ihre Landsleute Glesnes / Maaseide bezwungen hatten. Bei den Olympischen Spielen 2008 in Peking schafften sie es als Neunte ebenfalls in die Top Ten, während es 2009 bei der Weltmeisterschaft vor eigenem Publikum in Stavanger nur zum 17. Platz reichte. Nach dem neunten Rang bei der Europameisterschaft in Sotschi verabschiedete sich Håkedal noch im gleichen Jahr bei den Phuket Open von den internationalen Turnieren.